# Ніко Ніколадзе
Ніколадзе Микола (Ніко́) Якович (ნიკო (ნიკოლოზ) იაკობის ძე ნიკოლაძე; 27 вересня 1843, с. Діді-Джихаїші — 5 червня 1928, Тифліс) — грузинський публіцист, просвітитель і громадський діяч.
Відомий насамперед внеском у розвиток грузинської ліберальної журналістики та участю в різних економічних і соціальних проєктах свого часу в Російській імперії.
З родини заможного дворянина.
Після закінчення Кутаїської гімназії в 1860 році вступив на юридичний факультет Санкт-Петербурзького університету. За активну участь в студентських виступах був заарештований, відбував покарання в Шліссельбурзькій фортеці, згодом помилуваний з умовою виїзду за межі Росії та 1861 року пішов на навчання до Цюрихського університету. У 1864 році отримав диплом магістра наук Цюрихського університету, захистивши диплом на тему «Роззброєння і його соціально-економічні наслідки».
Під час свого перебування в Цюриху через Поля Лафарга познайомився з Карлом Марксом, кілька разів зустрічався з ним і отримав пропозицію стати представником Першого Інтернаціоналу в Закавказзі. Микола відхилив пропозицію, оскільки на той момент його погляди були ближче до російських революційних демократів, Миколи Чернишевського і Миколи Добролюбова, з якими він зустрічався і згодом кілька років співпрацював в Санкт-Петербурзі.
Публікувався в журналі «Современник» (1864), брав діяльну участь у кавказькій пресі, помістив ряд критичних та публіцистичних статей в грузинських виданнях і в «Тифліському Віснику». У 1877 році Ніколадзе друкував в «Тифліському Віснику» і «Голосі» кореспонденції з театру війни в Малій Азії. У 1878 році заснував в Тифлісі велику щоденну газету «Обзор», привертав до себе увагу як талановитістю, так і енергійною боротьбою з цензурою. Через два роки газета була закрита, а сам публіцист висланий в Ставрополь. На початку 1880-х років він брав участь в журналі «Вітчизняні Записки», пізніше писав в тифліській газеті «Новое Обозрение».
За його ініціативою в 1875 і 1876 роках Тифліське міське громадське управління перше в Росії виконало мільйонне спорудження місцевого водопроводу не концесійним, а господарським способом. У 1880-х і 1890-х роках Ніко присвятив себе переважно залізничним та нафтовим підприємствам.
З 1920 по 1926 роки жив і працював у Лондоні.